# NGC 6538
NGC 6538 (również PGC 61072 lub UGC 11062) – galaktyka spiralna (S?), znajdująca się w gwiazdozbiorze Smoka. Odkrył ją Lewis A. Swift 30 maja 1886 roku.